# إزري كونسا
إزري كونسا (مواليد 23 أكتوبر 1997) هو لاعب كرة قدم إنجليزي يلعب في مركز المدافع في نادي أستون فيلا.

## روابط خارجية
- إزري كونسا على موقع الاتحاد الدولي (مؤرشف)  (الإنجليزية)
- إزري كونسا على موقع الاتحاد الأوربي (الإنجليزية)
- إزري كونسا على موقع قاعدة بيانات كرة القدم.إي يو (الإنجليزية)
- إزري كونسا على موقع ناشيونال فوتبول تيمز (الإنجليزية)
- إزري كونسا على موقع Soccerbase.com (لاعب) (الإنجليزية)
- إزري كونسا على موقع Soccerway.com (الإنجليزية)
- إزري كونسا على موقع عالم كرة القدم.نت (الإنجليزية)